# Алагония
Алагония (на гръцки: Αλαγονία) със старо име до 1927 г. Сицова (на гръцки: Σίτσοβα) е село в северозападен Тайгет, Гърция. 
Селото е планинско и се намира на 800 м надморска височина. Бивше голямо село в миналото, като през първата половина на XX век наброява около 1000 жители. До селото води асфалтиран път през селата Артемизия (Църница) и Пигес (Микри Анастасова/Малка Анастасова). Селото има и махала на 845 м надморска височина.
Селото носи името Алагония на античния град в този район, намиращ се до руините на крепостта. Селото с околните села носят през османско време славянски имена от милингите. Цялата древна местност Денталиатида около антична Алагония се нарича Куцава, а местните по нея се зоват – куцавци. По османско време местните отглеждат много картофи за прехраната си, поради което традиционно куцавците отбелязват своя празник на картофа пренесен от Америка.
От Сицова са родом вселенският патриарх Прокопий I Константинополски и председателят на Върховния съд на Гърция в периода 1985-1989 година – Антониос Стасинос (погребан в родното си село; 1922-2013).